# Jules Coomans
Jules Coomans (Scheldewindeke, 17 mei 1871 - Ieper, 31 juli 1937) was een Iepers stadsarchitect die voor een groot deel het gezicht van de wederopbouw na de Eerste Wereldoorlog heeft bepaald.
Coomans studeerde architectuur aan het Sint-Lucasinstituut Gent en rondde zijn studies af als ingenieur architect aan de Katholieke Universiteit Leuven.
Hij pleitte voor verbeterende restauraties en verzette zich tegen de plannen om van de Ieperse ruïnes een zone de silence te maken (verdedigd binnen de Koninklijke Academie van België, de Vereniging van Belgische Steden en Gemeenten en het Comité consultatif d’architecture). Zijn visie haalde het en hij was nauw betrokken bij de grootschalige uitvoering ervan. Hij reconstrueerde een aantal grote monumenten en zorgde ook voor veel van de neogotische eenheidsbebouwing in het centrum. Ook het stadhuis en het postgebouw van Poperinge werden door hem ontworpen.
Het archief van de architect werd in 2010 door de achterkleinkinderen verkocht aan het stadsarchief van Ieper.